# Patzen-Fardün
Patzen-Fardün est une ancienne commune du canton des Grisons, en Suisse.

## Histoire
La commune de Patzen-Fardün est créée en 1875 par la fusion des deux anciennes communes de Patzen et de Fardün.
En 2002, elle est incorporée dans celle de Donat. Dans le même temps, les villages adoptent de nouveaux nom en romanche. En 2021, elle est absorbée par Muntogna da Schons.